# Cryptus rufovinctus
Cryptus rufovinctus là một loài tò vò trong họ Ichneumonidae.